# One More Chance (film, 1931)
Pour les articles homonymes, voir One More Chance.
One More Chance est un film américain réalisé par Mack Sennett et sorti en 1931. C'est le deuxième film de Bing Crosby avec Mack Sennett, qui a contribué à lancer sa carrière de chanteur.

## Synopsis
Bing Bangs est un vendeur de machines à laver, mais sa démonstration de la machine se solde par un désastre. Il est muté à Hoboken en Californie où il conduit sa femme Ethel et son oncle Joe (qui ne l'aime pas) dans une voiture ouverte pendant le voyage avec de nombreuses aventures en cours de route. Oncle Joe presse Ethel à divorcer et à épouser un prétendant plus désirable appelé Percy Howard. Ethel, Joe et Percy dînent dans une boîte de nuit californienne lorsque l'annonceur fait référence au sponsor, la Magic Washing Machine Company et présente leur chanteur. C'est Bing Bangs qui chante Just One More Chance, et Ethel revient vers lui.

## Fiche technique
- Réalisation : Mack Sennett
- Scénario : John A. Waldron, Earle Rodney, Harry McCoy, Lew Foster
- Photographie : Charles P. Boyle, George Unholz
- Montage : William Hornbeck
- Production : Educational Pictures
- Distributeur : Fox Film
- Format : Court métrage en noir et blanc
- Durée : 20 minutes (2 bobines)[1]
- Date de sortie : 15 novembre 1931

## Distribution
- Bing Crosby : Bing Bangs
- Arthur Stone : oncle Joe
- Patsy O'Leary : Ethel Bangs
- Matty Kemp : Percy Howard
- George Gray : George Dobbs
- Alice Adair : Mme. Dobbs
- Kalla Pasha : Brown / Kelly the Wrestler

## Chansons du film
- Just One More Chance
- Wrap Your Troubles in Dreams
- I Surrender Dear (parodie)
- I'd Climb the Highest Mountain